# Yas (Rapper)

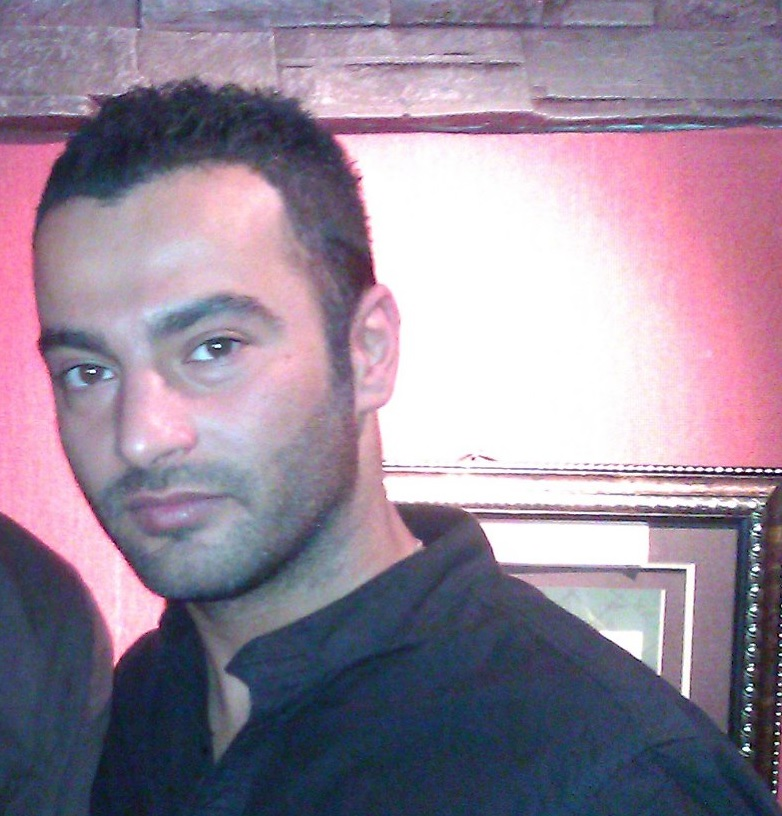
Yas

Yas (persisch یاس, bürgerlich Yaser Bakhtiari, persisch یاسر بختیاری; * 1982 in Teheran) ist ein iranischer Rapper. Er ist der erste durch die Regierung der Islamischen Republik Iran autorisierte Rapper und erfreut sich in seinem Heimatland größter Beliebtheit. Bakhtiari rappt auf Persisch. 

## Leben und Stil
Er gibt an, in seiner Jugend stark von einem Album Tupac Shakurs beeinflusst worden zu sein, welches ihm sein Vater aus Deutschland  mitgebracht habe, sowie von der alten persischen Literaturtradition. Sein Vater war ein Geschäftsmann und er verlor ihn mit 18 Jahren, weshalb er die Verantwortung für die Familie übernehmen musste. Er arbeitete den ganzen Tag in der Firma seines Onkels, und nachdem die Firma geschlossen wurde, war er als Taxifahrer tätig.
Die meisten Songs von Yas handeln von Kritik und Protest gegen soziale Probleme und Krisen wie Armut, Sucht, Arbeitslosigkeit, Krieg, Prostitution, Selbstmord, Scheidung und so weiter. Er hat Lieder zu Krisen wie Armut, Sucht, Arbeitslosigkeit, Selbstmord, Scheidung, Krieg und anderen sozialen Themen getappt. Yas hat Konzerte in verschiedenen US-Städten wie Los Angeles, Washington, Las Vegas, New York, Detroit und Chicago gegeben.

## Wirkung
Yas wurde mehrfach von internationalen Medien interviewt, darunter CNN und das BBC.

## Diskografie

### Alben
- Khiyabooniha  (Die von der Straße)
- Che roozhaye sakhti raft (Vergangene schwere Zeiten)

### Singles (Auswahl)
- 2011: Gheseye Zirzaminha (Rock On)
- 2011: Bekhater e Man (Um meinetwillen)
- 2011: Sarbaz e Vatan (Soldat der Heimat)
- 2012: Az chi begam (Wovon soll ich erzählen)
- 2012: Man Mijangam (Ich werde weiterkämpfen)
- 2012: Vaghte Raftan (Zeit zu gehen)
- 2013: Faryas (Faryade Yas) (Yas' schrei)
- 2014: Sedaye Ettehad (mit Tech N9ne)
- 2014: Man Edameh Midam
- 2015: Bad Shodam
- 2016: Barcode
- 2017: Sarkoob
- 2019: Esalat
- 2020: Lal
- 2022: Beem
- 2022: Sefareshi

### Musikvideos
- 2011: Bekhater e Man (Um meinetwillen)
- 2011: Sarbaz e Vatan (Soldat der Heimat)
- 2012: Az chi begam (Was soll ich sagen)
- 2012: Vaghte Raftan (Zeit zu gehen)
- 2012: Faryas (Faryade YAS) (Yas' Schrei)
- 2022: Lal
- 2022: Beem

## Filmografie
- Rock On (Dokumentation)